# Łyżwiarstwo szybkie na Zimowych Igrzyskach Olimpijskich 1924 – bieg na 500 m mężczyzn
Bieg na 500 metrów mężczyzn w łyżwiarstwie szybkim na Zimowych Igrzyskach Olimpijskich 1924 rozegrano 26 stycznia na torze Stade Olympique de Chamonix. Mistrzem olimpijskim na tym dystansie został Charles Jewtraw z USA, ustanawiając jednocześnie pierwszy rekord olimpijski. 

## Wyniki
| Miejsce | Zawodnik               | Państwo           | Czas |
| ------- | ---------------------- | ----------------- | ---- |
| 01 !    | Charles Jewtraw        | Stany Zjednoczone | 44,0 |
| 02 !    | Oskar Olsen            | Norwegia          | 44,2 |
| 03 !    | Roald Larsen           | Norwegia          | 44,8 |
| 03 !    | Clas Thunberg          | Finlandia         | 44,8 |
| 5       | Asser Wallenius        | Finlandia         | 45,0 |
| 6       | Axel Blomqvist         | Szwecja           | 45,2 |
| 7       | Charles Gorman         | Kanada            | 45,4 |
| 8       | Joe Moore              | Stany Zjednoczone | 45,6 |
| 8       | Harald Strøm           | Norwegia          | 45,6 |
| 10      | Julius Skutnabb        | Finlandia         | 46,4 |
| 11      | Eric Blomgren          | Szwecja           | 46,6 |
| 12      | Harry Kaskey           | Stany Zjednoczone | 47,0 |
| 13      | Sigurd Moen            | Norwegia          | 47,2 |
| 14      | Bill Steinmetz         | Stany Zjednoczone | 47,8 |
| 15      | Léon Quaglia           | Francja           | 48,4 |
| 16      | Alberts Rumba          | Łotwa             | 48,8 |
| 17      | Leon Jucewicz          | Polska            | 49,6 |
| 18      | Albert Hassler         | Francja           | 50,6 |
| 19      | Louis De Ridder        | Belgia            | 52,8 |
| 20      | André Gegout           | Francja           | 53,2 |
| 21      | Georges de Wilde       | Francja           | 54,8 |
| 22      | Gaston Van Hazebroeck  | Belgia            | 55,8 |
| 23      | Frederick Dix          | Wielka Brytania   | 56,4 |
| 23      | Philippe Van Volckxsom | Belgia            | 56,4 |
| 25      | Bernard Sutton         | Wielka Brytania   | 60,8 |
| 26      | Marcel Moens           | Belgia            | 62,2 |
| 27      | Cyril Horn             | Wielka Brytania   | 64,4 |